# John Addey
John Addey (ur. 15 czerwca 1920 w Barnsley, Yorkshire w Anglii, zm. 27 marca 1982) – angielski astrolog, autor Harmonics in Astrology, w której wprowadził do astrologii pojęcia i metody analizy harmonicznej, stosowanej w fizyce i technice.
W Polsce jego idee stosuje astrolog Wojciech Jóźwiak.